# 14
سنة 14 م كانت سنة بسيطة تبدأ يوم الإثنين من تقويم يولياني كانت تعرف بسنة القناصل والبابوات

## أحداث

### حسب المكان

#### آسيا
- أول سنة من عصر يانفينج لأسرة الصينية شين
- مجاعة في الصين، بعض المدنيين تحولوا إلى أكلة لحوم البشر

## مواليد
- لوسيوس كليليوس (Lucius Caecilius Iucundus) مات عام 62،مصرفي روماني.

## وفيات
- 19 أغسطس الإمبراطور الروماني أغسطس (ولد عام 63 ق م)